# Simeon Vacula
Simeon Vacula (17. února 1880 Habrovany – 1. května 1958 Habrovany), byl český a československý politik a meziválečný poslanec Národního shromáždění za Republikánskou stranu zemědělského a malorolnického lidu.

## Biografie
Navštěvoval gymnázium a pak po otci převzal rodinné hospodářství. Veřejně se angažoval, byl aktivní v družstevním hnutí pěstitelů řepy. Byl členem zemské školní rady. Roku byl zvolen na Moravský zemský sněm jako agrární kandidát. V zemských volbách roku 1913 byl zvolen na Moravský zemský sněm za českou kurii venkovských obcí, obvod Slavkov.
Podle údajů k roku 1920 byl profesí rolníkem v Habrovanech.
V letech 1918–1920 zasedal v Revolučním národním shromáždění za agrárníky. V parlamentních volbách v roce 1920 získal poslanecké křeslo v Národním shromáždění.
V roce 1911 se podílel v Habrovanech na založení Sokola. V roce 1924 po parcelaci habrovanského velkostatku získal Vacula víc než polovinu jeho původní výměry do pronájmu na 12 let. Podnikal také v cukrovarnictví a roku 1927 se stal předsedou správní rady cukrovaru v Sokolnicích. V roce 1941 byl v domovských Habrovanech vyšetřován na základě udání, které přišlo na gestapo, pro hospodářskou sabotáž. Jeho statek byl opakovaně prohledáván, ale žádné závady nebyly zjištěny.